# Мыюта
Мыюта (алт. Мыйту) — село в Шебалинском районе Республики Алтай России. Входит в состав Шебалинского сельского населения. Расположено на высоте на 535 км Чуйского тракта по обеим сторонам дороги, на правом берегу реки Сема.
Современное название происходит от вариантов слова в виде: Могута, Мыюта, Мыйту которые в свою очередь этимологизируются от монг. могой — змея; можно сравнить с калм. могата — змеиный, со змеями.

## Население
| 2010 | 2011 | 2012 | 2013 | 2014 | 2015 | 2016 |
| ---- | ---- | ---- | ---- | ---- | ---- | ---- |
| 284  | →284 | ↗298 | →298 | ↘284 | ↘270 | ↗274 |